# Wageningen Marine Research
L' Institut Landbouw - en Visserijonderzoek ou Wageningen Marine Research est un institut de recherche de l'Université de Wageningue qui se concentre sur la recherche écologique marine stratégique et appliquée.

## Histoire
Le Wageningen Marine Research a été créée en 2006 par la fusion de l'Institut national de recherche halieutique RIVO, de certaines parties de Wageningen Environmental Research et du département des risques écologiques du TNO. L'institut de recherche possède des succursales à IJmuiden, Yerseke et Den Helder et compte 180 chercheurs. Il a changé son nom en 2016 d'IMARES (Institute for Marine Resources & Ecosystem Studies) à celui qu'il porte aujourd'hui (2025).